# Бейли, Алиса
Алиса Анна Бейли (англ. Alice Ann Bailey; 16 июня 1880, Манчестер — 15 декабря 1949, Нью-Йорк, США) — британо-американский оккультист, теософ, писательница, основательница организации «Люцис Траст» и Школы Арканов (Arcane School), распространяющей духовные учения, преподаватель. Является автором книг по духовной, оккультной, астрологической и религиозной тематике. Обычно считается, что Бейли создала основу идей движения нью-эйдж, и считается, что она ввела сам термин New Age.
Работы Алисы Бейли, созданные между 1919 и 1949 годами, описывают обширную систему эзотерической мысли и охватывают такие темы как связь между духовностью и солнечной системой, медитацией, исцелением, психологией, судьбы наций и рекомендации для общества в целом. Она утверждала, что большая часть её книг была телепатически надиктована ей её учителем, которого она в своих работах именовала «Тибетцем».
Алиса Бейли писала на религиозные темы, включая христианство, хотя её труды сильно отличаются от многих аспектов христианства и других традиционных религий. Её видение объединённого общества включает новую мировую религию, отличную от традиционных религиозных форм и включающую концепцию Эры Водолея, то есть той эпохи, которую Алиса Бейли назвала Нью-эйдж. Противоречия возникли вокруг некоторых заявлений Алисы Бейли относительно национализма, американского изоляционизма, советского тоталитаризма, фашизма, сионизма, нацизма, расовых отношений, людей африканского происхождения, еврейского народа, иудаизма и христианства. Некоторые рассматривали её произведения как расистские и антисемитские.
Согласно Роберту С. Элвуду, философия Алисы Бейли и её труды до сих пор применяются группами и организациями, которые она основала, такими как Школа Арканов и «Новая группа мировых служителей».

## Биография

### Детство
Родилась 16 июня 1880 года (в 7:32 AM GMT, согласно Дэйну Радьяру) в Манчестере, Англия, при рождении получила имя Алиса Ла-Троуб Бейтмэн (Alice LaTrobe Bateman). Её родители принадлежали к старинным знатным родам. Она рано осиротела. Мать и отец один за другим скончались от туберкулёза, и Алиса воспитывалась у своих бабушки и дедушки. В юности, когда ей ещё не было пятнадцати, несколько раз пыталась покончить с собой. Первое видение, как она сама потом уверяла, состоялось 30 июня 1895 года. В доме не было никого, кроме слуг. Алиса читала в гостиной книгу. Вдруг отворилась дверь и появился высокий человек — в европейском костюме, но с тюрбаном на голове. Незнакомец молча подошёл к ней и сел рядом. Алиса была так ошеломлена, что не могла произнести ни звука. А Незнакомец сказал, что имеется важная запланированная работа, которую она могла бы выполнить для людей, но что эта работа потребует от неё глубокого изменения характера. Однако, сперва ей следует достичь полного самоконтроля, и только тогда можно будет начать. Он сказал, что ей придётся много путешествовать по всему миру, посетить множество стран, выполняя работу, порученную ей Учителем. Он подчеркнул, что всё зависит от неё самой, от того, насколько она сумеет изменить свой характер и что она должна немедленно начать это делать. Незнакомец добавил, что будет вступать с ней в контакт один раз в несколько лет. Затем встал и вышел.
Алиса получила классическое образование, была обучена хорошим манерам и стала религиозным человеком. Её учили заботиться о бедняках и больных людях, воспитывая в ней понимание того, что собственное благополучие накладывает на человека определённые обязательства и ответственность по отношению к другим.

### Миссионерская работа, теософия и вступление в брак
Первый раз жизнь Алисы резко изменилась в 22 года: она оставила беззаботную материально обеспеченную жизнь, решив стать проповедником среди солдат Британской армии. В течение шести лет Алиса вела трудную миссионерскую работу среди солдат. Она проводила евангельские собрания, вела занятия по изучению Библии; работала в Ирландии, в Индии, в Гималаях. Она проводила в среднем пятнадцать собраний в неделю. Часто посещала госпитали, ухаживая за больными и ранеными, её хорошо знали в госпиталях. В Индии в 1907 году она встретила Уолтера Эванса (Walter Evans), за которого вышла замуж. В том же году они переехали в США, где Эванс получил пост священника протестантской церкви. Но их брак оказался неудачным: отношения Алисы и Эванса стали ухудшаться, и в конце концов, через семь лет они разошлись, и Алиса осталась одна с тремя дочерьми. Она пережила период бедности, ей пришлось много работать, чтобы прокормить и воспитать детей.
В январе 1919 года она встретила теософа Фостера Бейли, с которым позже, когда ей удалось официально получить развод с Эвансом, они поженились. Они погрузились в теософскую работу. В конце 1919 года Фостер Бейли стал руководить национальной секцией Теософского общества. Несколько лет А. Бейли вместе с Фостером работала в различных отделениях Теософского общества США, включая эзотерические секции, встречалась с учениками Е. П. Блаватской. «Тайная доктрина» Е. Блаватской стала для А. Бейли большим вдохновляющим импульсом. Алиса Бейли утверждала, что узнала Учителя Кут-Хуми, который, по её словам, посещал её в детстве, на портрете в одной из комнат Теософского общества. Алиса Бейли много писала в своих книгах о тех, кого она называла «Учителями Мудрости», которые составляют Братство просветлённых мудрецов, работающих под руководством Христа. Она отмечала, что её работы были попыткой ясно рассказать об Учителях и их работе.

### Учитель Тибетец
В ноябре 1919 года, как утверждается, произошёл телепатический контакт Алисы Бейли с тем, кто впоследствии фигурирует в её трудах под именем Тибетец. Голос, который она услышала, сказал ей: «Есть некоторые книги, которые желательно написать для людей. Их можете написать Вы. Вы сделаете это?» Так началась работа, которая продолжалась 30 лет, в результате чего были написаны более двадцати книг, которые, как она сама заявляла, в основном написаны под диктовку Тибетца.
В различных источниках Тибетец отождествляется с Джуал Кхулом. Однако сама Алиса Бейли в своих работах, в частности в автобиографии, написанной в последние годы жизни, своего учителя называет только Тибетцем, не называя его ни Д. К., ни Джуал Кхул. Сам Тибетец заявлял: «Как я, так и Алиса А. Бейли ни в малейшей степени не заинтересованы в провозглашении данных книг вдохновенными писаниями или в том, чтобы о них говорили (затаив дыхание), как о работе одного из Учителей». В 1922 году Алиса и Фостер Бейли основали в штате Нью-Йорк некоммерческую организацию «Люцис Траст» (Lucis Trust) с целью издания и распространения эзотерического учения, изложенного в книгах Алисы Бейли. В 1922 году «Люцис Траст» начали издавать ежеквартальный журнал «Маяк» (Beacon) об эзотерической философии. Журнал издаётся по сей день.
В 1923 году Фостер и Алиса Бейли основали Школу Арканов (Arcane School), с целью сформировать школу учеников наступающей Новой Эры (New Age — нью-эйдж). Миссией школы было объявлено обучение учеников тому, как правильно построить свою жизнь, чтобы она была в соответствии с Великим Вселенским Планом, проводимым в жизнь внутренней иерархией духовных учителей, начиная с Христа. На сайте «Люцис Траст» и в автобиографии Алисы Бейли отмечается, что совместно с Фостером Бейли она основала организацию «Мировая Добрая Воля» (World Goodwill) с целью способствовать тому, что Алиса Бейли называла «Любовью в Действии». Основной целью «Мировой Доброй Воли» является использование энергии доброй воли для установления правильных человеческих отношений.

### Последние годы жизни
Во время Второй мировой войны (Алиса Бейли рассматривала Вторую и Первую мировые войны как единую мировую войну 1914—1945 годов) в своих лекциях она часто уделяла внимание проблеме геноцида евреев нацистами; о нацистах она высказывалась как о существах, прошедших недостаточно долгий путь духовной эволюции и поэтому совершающих столь ужасные ошибки. Эти высказывания привели к тому, что она была внесена в «Чёрный список» Гитлера. Несмотря на попытки защитить евреев, она утверждала, что текущее (на то время) печальное положение евреев во многом вызвано их прошлой кармой, за которую им теперь приходится расплачиваться. Это дало повод противникам Бейли предполагать, что она считает правильным производящееся массовое насилие над евреями, и обвинить её в расизме и антисемитизме.
Незадолго до конца своей жизни — в 1947 году — Алиса Бейли написала по просьбе её учеников и последователей автобиографию. Несмотря на нежелание уделять внимание собственной персоне и возвеличивать себя, она решила написать книгу, чтобы вдохновить каждого человека следовать его собственным духовным путём, проследив по книге «как теологически мыслящая особа, изучающая Библию, пришла к твёрдому убеждению: для того, чтобы на Земле могла появиться подлинно универсальная религия — которую ждёт мир, — учения Востока и Запада должны быть слиты и сплавлены воедино. Важно узнать, что любовь к Богу старше христианства и не признаёт никаких границ. Вот первый, наиболее трудный урок, который мне пришлось усвоить, и это заняло у меня много времени. Фундаменталистам требуется много времени, чтобы усвоить, что Бог есть любовь. Они твердят об этом, но не верят в это на практике, — я имею в виду божественную практику». Автобиография осталась незавершённой.

## Учение А. Бейли
Бывшая христианка, Бейли утверждала, что в возрасте пятнадцати лет (в 1895 году) ей явился «Вознесённый Мастер», что стало первым из многих психических переживаний, которые привели её к принятию оккультного божества Майтрейи в качестве «Христа». Через некоторое время после открытия Теософского общества (в 1917 году) Бейли экспериментировала с ченнелингом (получение предписаний от сверхъестественных духовных наставников), что привело к её к созданию первой книги «Посвящение, человеческое и солнечное» (1922). За этим дебютом последовало не менее двадцати пяти других книг, двадцать из которых она приписала ченнелингу (обычно от Джуал Кхула). Её самая известная работа — «Великий призыв» (1945), представленная публике как универсальная молитва о мире, но рассматриваемая учениками Бейли как оккультная формула, которая наделяет силой «Учителей» всякий раз, когда её читают. Наиболее влиятельные работы Бейли — все они позиционируются как результат ченнелинга — включают «Трактат о белой магии» (1934), «Ученичество в Новом веке» (1944, 1955), «Проблемы человечества» (1947), «Новое явление Христа» (1948), «Образование в Новом веке» (1954), «Экстернализация Иерархии» (1957) и «Лучи и посвящения» (1960).
Книги Алисы Бейли посвящены таким предметам, как путь духовной эволюции, Духовная Иерархия, новое ученичество, медитация как форма служения людям, эзотерическая астрология, эзотерическое целительство.
Первой из её книг была опубликована книга «Посвящение Человеческое и Солнечное», где описываются взаимоотношения и взаимодействия между различными царствами нашей планеты — минеральным, растительным, животным, человеческим и духовным. Каждое царство рассматривается как определённая ступень развития сознания. В следующих книгах, написанных под общим заголовком «Трактат о семи Лучах» (A Treatise on the Seven Rays), речь идёт о предназначении человека. Интеграция человечества в мир духовный — вот ближайшая задача, стоящая перед человечеством. Решить её возможно только при расширении сознания. Пять кульминационных переживаний Иисуса Христа во время его жизни в Палестине: Рождение, Крещение, Преображение, Распятие, Воскресение и Вознесение — предстают в книгах А. Бейли как пять этапов Пути расширения сознания. Если человеку становится известно обо всём этом, если он знает о предстоящем всем людям духовном продвижении от одного этапа к другому по Пути Посвящения, ему открывается поле конкретного служения. Все её книги, особенно «Трактат о Семи Лучах», написаны по схеме, которая предполагает духовный путь, которым надо следовать, чтобы расширить горизонт своего разума и приобщиться к новой мудрости и знанию о мире и людях. Читателю предлагается глубоко поразмышлять о излагаемой в её книгах теориях, и с помощью интуиции пробудить у себя более высший разум и научиться воспринимать мир, не делая поспешных умозаключений. Своё учение она предлагала как знание, ценность или незначимость которого не должна восприниматься априорно, но должна быть проверена каким-либо образом на собственном опыте.
Некоторые последователи и сторонники учения Бейли утверждают, что книги Бейли являются скорее источником вдохновления, чем источником знания, и что их содержание скорее оказывает некий определённый эффект на сознание того, кто их читает, чем даёт какую-либо информацию о духовном пути.

Олав Хаммер, шведский профессор Университета Южной Дании, специализирующийся на истории религии, пишет: 
«Её первая книга „Посвящение человеческое и солнечное“ сначала была благосклонно принята коллегами-теософами. Однако вскоре её утверждения о получении вневременной мудрости от Учителей были встречены с оппозицией».
В своей книге «Возрождённая Древняя Мудрость, история теософского движения» исследователь Университета
Калифорнии Брюс Кэмпбелл пишет, что книги Алисы Бейли — это переработка основных теософских тем с некоторыми отличительными акцентами, и что они представляют современную систему эзотерической науки и оккультной философии, учитывающую современное социальное и политическое развитие.
Некоторые критики от теософии утверждали, что имеются существенные различия между идеями А. Бейли и теософией Е. П. Блаватской. Например, такие как использование А. Бейли некоторых мистических христианских терминов и понятий и также признание ею Ч. У. Ледбитера.
Олав Хаммер отмечает как сходства, так и различия между теософским учением и учением Алисы Бейли. В своей книге «Утверждение знаний: стратегии эпистемологии от Теософии до Учения Новой Эры» он пишет: 
«В значительной степени учение Бейли — это переложение и усиление теософии Тайной Доктрины. Бейли унаследовала от Блаватской и Ледбитера пристрастие к обильным деталям и сложным схемам и классификациям. … В её книгах также были смещены акценты и добавлены новые элементы Тайной Доктрины»
В своей доктрине «правильных человеческих отношений» Бейли определила евреев как одну из «четырех мировых проблем», которые должны быть решены до того, как сможет начаться Нью Эйдж. Она объявила ООН божественно назначенным инструментом для объединения человечества и считала, что сионизм является главным препятствием для мира во всём мире. Бейли (от имени «Иерархии») писала о разрушительной «еврейской силе», описывала «еврейскую проблему» и её решение, а также «Божественный план» для человеческой духовности, который требовал устранения «сепаратистской» еврейской идентичности. Как и ранее Елена Блаватская, Бейли объясняла страдания евреев их «расовой кармой». Она ссылалась на Холокост как доказательство своих слов и предсказывала будущее «очищение». Бейли, однако, отрицала, что принадлежит к антисемитам, утверждая, что её взгляды родились не из ненависти к евреям, а из «реального» положения вещей и желания освободить евреев от духовных недостатков.

### Шамбала
Алиса Бейли описывала Шамбалу как существующую в духовной реальности на эфирном плане, где находится наивысший аватар Планетарного Логоса, Санат Кумара, Господь Мира, Ветхий Днями, выражение Воли Бога. Также она указывает, что Центр Шамбала «существует в эфирной материи, и когда род людской на Земле разовьёт эфирное зрение, его местонахождение будет установлено и его реальность будет признана»
В своих работах Алиса Бейли проводила аналогию между энергетическими центрами человека и центрами Планетарного Логоса (Земли), выявляя следующее соотношение:
1. Шамбала — Планетарный Головной Центр (соответствует у человека Сахасрара-чакре) — выражает Цель и Божественную Волю
2. Иерархия (Великое Белое Братство) — Планетарный Сердечный Центр (соответствует у человека Анахата-чакре) — выражает Любовь-Мудрость и групповое единство,
3. Человечество — Планетарный Горловой Центр (соответствует у человека Вишуддха-чакре) — выражает Интеллектуальную Активность и Творчество.

Алиса Бейли указывала, что основная деятельность Шамбалы:
заключается в доведении базового принципа самой жизни до любой формы внутри планетарного кольца-не-преступи планетарной Жизни, или Логоса, в распределении и обеспечении циркуляции данного принципа.
В книгах Алисы Бейли утверждается (например, «Лучи и Посвящения»), что сила Шамбалы впервые оказала своё влияние на человечество в начале XX века. Результатом этого воздействия стало образование Организации Объединённых Наций. Следующее воздействие Шамбалы на человечество ожидалось в 1975 и 2000 годах.

### О новой мировой религии
Алиса Бейли пророчествовала о новой мировой религии, в которой каждый человек, вне зависимости от расы, религии, пола, мог быть свободным в поиске истины, находясь в окружении всеобщего мира и братства. Она пишет о всемирной тенденции к объединению и сотрудничеству всех людей на Земле на основе высокой духовности. Человечество находится на пути к всеобщему Братству. И эта тенденция будет господствовать ближайшие несколько тысяч лет. Она говорила: «Для того, чтобы на Земле могла появиться подлинная и всеобщая религия, которую ждёт мир, учения Востока и Запада должны быть объединены и синтезированы». Алиса Бейли в своих книгах приводит четыре пункта, на которых, по её мнению, должна быть основана новая мировая религия:
1. Факт существования Бога — признание Бога Трансцендентного и Бога Имманентного (Атма), объединённые в заявлении Шри Кришны в «Бхагавад-гите»: «Утвердив этот мир, целостно стоящий, частицей себя, Я остаюсь неизменным»
2. Сущностная связь человека с Богом, выражаемая в Новом Завете как «Все вы сыны Божии» (Гал. 3.26), «Христос в нас, упование славы» (Кол. 1.27).
3. Факт бессмертия духа в человеке и Закона Возрождения (реинкарнации) на Пути Эволюции.
4. Непрерывность Духовного Откровения и Божественные приходы (Аватар).

### Об эзотерических школах
Алиса Бейли провела анализ существующих эзотерических школ, разделение их по уровням влияния и значения в эволюционном процессе. Эзотерические школы она условно разделяла на несколько видов, в зависимости от уровня развития наставника:
1. Эзотерические школы, учреждённые стремящимися. Основателей этих школ толкает на их деятельность любовь к преподаванию, некоторое личное честолюбие. Их методы являются экзотерическими: они дают тренировку, основанную на том, что уже известно, в их преподавании мало нового. Они пользуются стандартными книгами по оккультизму или компилируют старые пособия. Они требуют подчинения и относятся с неодобрением и критикой к другим школам, уча исключительно приверженности лидеру и лояльности к той интерпретации истины, которую даёт этот лидер. Это не эзотерические школы, и их лидеры не являются учениками. Эти лидеры — лишь стремящиеся на Пути Испытания, причём не очень продвинутые.
2. Школы, учреждённые людьми, которые учатся преподавать и служить. Эти школы довольно малочисленны. Глава школы пытается преподавать смиренно и без всяких претензий. Он понимает, что его контакт с высшими силами ещё не частый. Его влияние и излучение не очень могущественны. Обычно он учится на своих ошибках. Но он даёт более правильную тренировку и знакомит начинающих с основами Вечной мудрости.
3. Эзотерические школы нового типа. Это те, которые учреждены более продвинутыми учениками. Задача у них намного более трудная, им необходимо дать людям новые истины и новые интерпретации старых. Это новое и более продвинутое изложение будет основано на старых истинах и этим возбудит антагонизм со стороны старых школ. У руководителей этих школ — гораздо более сильное влияние, и их работа станет всемирной по своему охвату. Они обладают более сильным духовным зовом, который слышат многие. Этим ученикам вверена трудная работа основания новых школ. Их влияние распространяется во все стороны, притягивая тех, кто готов к новым учениям. Они оказывают влияние на сознание людей повсюду, расширяя кругозор широкой публики и знакомя человечество с новыми концепциями.

Кроме того, она особо выделяла существование определённых школ, которые маскируются под истинные и привлекают неразумных и любопытных. К счастью, влияние их невелико. Они временно причиняют много вреда, так как искажают учение и дают ложные представления, но они практически не имеют никакой реальной силы.

### Великий Призыв
Великий Призыв это мантра, переданная Алисе Бейли в 1937 году Джуал Кхулом. С того времени текст Великого Призыва предваряет начало каждой издаваемой книги Алисы Бейли. Полный текст Великого Призыва:
Из точки Света в Разуме Бога / Да струится свет в разумы людей. / Да снизойдёт Свет на Землю. // Из точки Любви в Сердце Бога / Да струится любовь в сердца людей. / Да вернется Христос на Землю. // Из центра, в котором Воля Бога известна / Да направит цель малые воли людей — / Цель, которую Учителя знают и которой служат. // Из центра, который мы называем расой людей, / Да осуществится План Любви и Света, / И пусть он закроет дверь, за которой живет зло. // Да восстановят План на Земле Свет, Любовь и Сила.
Этот призыв хорошо известен последователям нью-эйджа, где он является частью медитации, в особенности групповой. Сама Алиса Бейли говорила о нём, как о Молитве, принадлежащей всему человечеству, излагающей определённые главные истины о Боге, Христе, Любви и человечестве. В своих книгах Алиса Бейли поясняла, кого она понимала под Христом:
«Десятилетиями новое явление Христа, Аватара, ожидалось верующими в обоих полушариях — не только христианами, но и теми, кто ожидает Майтрею, Бодхисаттву, так же как и теми, кто ждёт Имама Махди.»

### Финансирование Духовной Иерархии согласно учению Тибетца
По мнению последователей Алисы Бейли, «ни один вид духовной деятельности, ни один аспект всемирного служения не может существовать без денег».
Со ссылкой на Тибетца (учителя Алисы Бейли, передавшей ей учение) утверждается, что последователи Алисы Бейли, так называемая Новая Группа Мировых Служителей «нуждается в больших суммах денег».
Проблему финансов последователи Алисы Бейли считают одной из основных трудностей в своей деятельности, поскольку для подготовки «человеческого сознания к грядущему воплощению Духовной Иерархии, требуются миллионные суммы».
Для решения этой проблемы практикуется так называемая «Медитация-размышление для привлечения денег на цели Иерархии» В ходе этой медитации предлагается представлять «Великий поток золотой субстанции, переходящей из-под контроля Сил Материализма под контроль Сил Света». Подобную медитацию рекомендуется выполнять каждое воскресенье.

### Медитации при полной Луне
Алиса Бейли считала полнолуние наиболее благоприятным временем для приближения к духовной иерархии и получения духовного потока, который с помощью медитации предлагалось направлять в умы и сердца всех людей.
Утверждается, что 

 «Цикл полнолуния состоит из пяти дней приближения, два из которых отведены на подготовку, один является собственно полнолунием и известен как день бдений, и два оставшихся дня посвящены распределению, когда принятые энергии изливаются в человеческое сознание».
Такие медитации проводятся ежемесячно. Считается, что во время этих медитаций 

… укореняются семена будущей Новой Всемирной религии. В будущем все духовно ориентированные люди будут проводить эту работу в одни и те же дни.
На сайтах последователей Алисы Бейли приводятся даты полнолуний для проведения соответствующих медитаций.

### Посвящение
Посвящение — ключевой элемент учения А.Бейли, грандиозное расширение сознания, благодаря полученному опыту.
В соответствии с книгами Алисы Бейли, система посвящений действует на планете Земля уже очень давно, и была введена для того, чтобы ускорить эволюционное развитие человечества. Приобретение опыта происходит из жизни в жизнь, и при достаточном количестве приводит к посвящению.
По мнению А. Бейли, человек «обязан» получить четыре посвящения. Возможны ещё три необязательных. «После того, как он получит наивысшее посвящение, возможное на этой планете, он становится отзывчивым к энергии, исходящей из внешнего космического Центра. Эта последняя стадия расширения, на самом деле, довольно редко случается, и только сто одиннадцать человеческих существ за всё время нашей планетарной истории, достигли этого состояния осознания». Есть и более высокие посвящения, но о них почти ничего не известно.
Основные характеристики посвящений:
- Посвящения являются сугубо оккультным процессом (скрытым, внутренним), но ведут к кардинальным переменам во внешней жизни посвященного.
- Получение посвящения — продолжительный процесс, состоящий из более мелких посвящений (расширений сознания, откровений).
- Полученный опыт «закрепляется» непосредственно в момент ритуала посвящения.

В книге «От Вифлеема до Голгофы. Посвящения Иисуса» Алиса Бейли рассказывает о жизни Иисуса как о ряде символов, данных человечеству. Автор подробно разбирает каждое посвящение.
1-е посвящение — Рождение в Вифлееме.
2-е посвящение — Крещение в Иордане.
3-е посвящение — Преображение.
4-е посвящение — Распятие.
5-е посвящение — Воскресение и Вознесение.

## Влияние
Существовали и существуют большое количество организаций и проектов, посвящённых воплощению видения и указаний Бейли. Наиболее известные включают Lucis Trust (первоначально Lucifer Trust, хранители трудов Бейли и консультант неправительственной организации UN), World Goodwill (распространители «Великого призыва»), Share International, New Group of World Servers, Arcane School, World Core Curriculum (глобальное образование, спонсируемое UN) и Robert Muller Schools. Второй супруг Элис, теософ Фостер Бейли был активным партнёром Алисы в её работе и продолжал продвигать учение Алисы после её смерти.

### В соавторстве со своим учителем Тибетцем
- «Посвящение Человеческое и Солнечное» / Initiation, Human and Solar (1922)
- «Письма об оккультной медитации» / Letters on Occult Meditation (1922)
- «Трактат о Космическом Огне» (в двух томах) / A Treatise on Cosmic Fire (1925)
- «Свет Души (йога сутры Патанджали)» / The Light of the Soul: Its Science and Effect : a paraphrase of the Yoga Sutras of Patanjali (1927)
- «Трактат о Белой Магии (Путь ученика)» / A Treatise on White Magic, or, The Way of the Disciple (1934)
- «Ученичество в Новом Веке — том 1» / Discipleship in the New Age I (1944)
- «Ученичество в Новом Веке — том 2» / Discipleship in the New Age II (1955)
- «Проблемы человечества» / he Problems of Humanity (1947)
- «Новое явление Христа» / The Reappearance of the Christ (1948)
- «Судьба наций» / The Destiny of the Nations (1949)
- «Наваждение: мировая проблема» / Glamour: A World Problem (1950)
- «Телепатия и эфирный проводник» / Telepathy and the Etheric Vehicle (1950)
- «Образование в Новом Веке» / Education in the New Age (1954)
- «Экстернализация Иерархии» / The Externalisation of the Hierarchy (1957)
- Ponder on This (compilation)
- «Трактат о Семи Лучах» / A Treatise on the Seven Rays:

- «Том 1: Эзотерическая психология I» / Volume 1: Esoteric Psychology I (1936)
- «Том 2: Эзотерическая психология II» / Volume 1: Esoteric Psychology II (1942)
- «Том 3: Эзотерическая астрология» / Volume 3: Esoteric Astrology (1951)
- «Том 4: Эзотерическое целительство» / Volume 4: Esoteric Healing (1953)
- «Том 5: Лучи и посвящения» / Volume 5: The Rays and the Initiations (1960)

### Написанные самой А. Бейли
- «Сознание атома» / The Consciousness of the Atom (1922)
- «Душа и её механизм» / The Soul and Its Mechanism (1930)
- «От интеллекта к интуиции» / From Intellect to Intuition (1932)
- «От Вифлеема до Голгофы (Посвящения Иисуса)» / From Bethlehem to Calvary (1937)
- Between War and Peace (1942)
- «Неоконченная автобиография» / The Unfinished Autobiography (1951)
- «Подвиги Геракла (астрологическая интерпретация)» / The Labours of Hercules (1974, впервые опубликовано в 1982)